# Chris Sanders
Christopher Michael « Chris » Sanders, né le 12 mars 1962 à Colorado Springs au Colorado, est un animateur, acteur, scénariste et réalisateur américain qui travaille pour le compte de Walt Disney Pictures entre 1984 et 2007, puis chez DreamWorks Animation.

## Biographie
Après des études à CalArts, dont il sort diplômé en 1984, il travaille quelque temps pour Marvel Comics. Il entre aux studios Disney en 1987 et travaille sur Bernard et Bianca au pays des kangourous (non crédité) puis sur le scénario de la Belle et la Bête.
Il participe ensuite brièvement au projet Fantasia 2000 sur des nouveaux concepts, mais rejoint l'équipe de scénaristes du Roi Lion (1994), puis de Mulan (1998), film dans lequel il est chargé du chien de Mulan, Petit Frère.
C'est surtout avec Lilo et Stitch, film dont il est l'auteur mais aussi la voix originale de Stitch, qu'il se fait reconnaître. Il travaille alors sur les différentes suites et adaptations de ce film.
Toutefois après 20 ans dans les studios Disney, il met fin à son contrat en 2007 et part chez DreamWorks. Il y travaille sur le film Dragons (How To Train Your Dragon), sorti le 31 mars 2010, The Croods , sorti en 2013 et Les Voisins (Neighbors), sorti en 2018.
Il revient chez Walt Disney Pictures et 20th Century Studios pour réaliser son premier long-métrage en prise de vues réelles et en solo. L’adaptation du célèbre roman de Jack London, L'Appel de la forêt, sur scénario de Michael Green. Il intègre au casting Harrison Ford et l’acteur français Omar Sy. Le film sorti en amont de la pandémie de Covid-19, aura un succès moyen en France (1,2 million d'entrées).
De retour chez DreamWorks, Sanders prépare son prochain long-métrage intitulé Le Robot sauvage, qui sort à l'automne 2024 au cinéma.

## Filmographie

### Réalisateur
- 2002 : Lilo et Stitch (Lilo and Stitch) avec Dean DeBlois
- 2010 : Dragons (How to Train Your Dragon) avec Dean DeBlois
- 2013 : Les Croods (The Croods) avec Kirk DeMicco
- 2020 : L'Appel de la forêt (The Call of the Wild)
- 2024 : Le Robot sauvage (The Wild Robot)

### Scénariste
- 1991 : La Belle et la Bête (Beauty and the Beast) avec Brenda Chapman, Linda Woolverton, Joe Ranft, Kelly Asbury, Burny Mattinson, Roger Allers et Rob Minkoff
- 1992 : Aladdin avec Kevin Lima, Daan Jippes, Ted Elliott, Terry Rossio, John Musker, Ron Clements, Roger Allers et Burny Mattinson
- 1994 : Le Roi lion (The Lion King) avec Joe Ranft, Jim Capobianco, Linda Woolverton, Irene Mecchi, Brenda Chapman, Burny Mattinson et Gary Trousdale
- 1998 : Mulan co-chef de l’histoire, du storyboard et du scénario avec Dean DeBlois et co-scénariste
- 2002 : Lilo et Stitch avec Dean DeBlois
- 2003-2004 : Lilo et Stitch, la série (40 épisodes)
- 2004 : Mulan 2 : La Mission de l'Empereur (Mulan 2)
- 2006 : Leroy et Stitch
- 2010 : Dragons avec Dean DeBlois
- 2008-2010 : Stitch ! (12 épisodes)
- 2013 : Les Croods avec Kirk DeMicco
- 2024 : Le Robot sauvage

### Acteur
- 1998 : Mulan : Petit Frère
- 2002 : Lilo et Stitch : Stitch
- 2002 : The Art Of Disney Animation : lui-même
- 2002 : Stitch Experiment 626 : Stitch
- 2003 : Stitch ! le film : Stitch
- 2003-2006 : Lilo et Stitch, la série : Stitch
- 2004 : Stitch's Great Escape! : Stitch
- 2004 : Le Roi lion 3 : Hakuna Matata : Stitch
- 2005 : Les Origines de Stitch : Stitch
- 2005 : Lilo et Stitch 2 : Hawaï, nous avons un problème! : Stitch
- 2005 : Kingdom Hearts 2 : Stitch
- 2006 : Leroy et Stitch : Stitch et Leroy
- 2007 : Kingdom Hearts 2: Final Mix+ : Stitch
- 2008 : Disney TH!NK Fast : Stitch
- 2010 : Kingdom Hearts: Birth by Sleep : Stitch
- 2011 : Kinect Disneyland Adventures : Stitch
- 2013 : Les Croods : Belt
- 2025 : Lilo et Stitch (Lilo & Stitch) de Dean Fleischer Camp : Stitch

### Storyboardeur
- 1990 : Bernard et Bianca au pays des kangourous
- 1991 : La Belle et la Bête
- 1995 : Mickey perd la tête

### Animateur
- 1984-1988 : Les Muppet Babies (60 épisodes)
- 1986 : Les Luxioles
- 1988 : Garfield: His 9 Lives
- 1990 : Bernard et Bianca au pays des kangourous
- 2002 : Lilo et Stitch